# Frederik Clauson-Kaas
Conrad Frederik Clauson-Kaas (1. juni 1782 – 20. juli 1853 i København) var en dansk hofmarskal.
C.F. Clauson-Kaas var søn af Conrad Clauson, ejer af Bærum Jernværk, og Kirsten f. Nielsen. Efter faderens død den 20. mai 1785 ægtede moderen samme år daværende assessor i den norske overhofret, senere dansk statsminister, Frederik Julius Kaas. 1804 adledes Conrad Frederik Clauson med navnet Clauson-Kaas. Han begyndte sin militære løbebane 1798 som underofficer ved det Søndenfjeldske Infanteriregiment, ansattes 1800 som fændrik ved det slesvigske Regiment og blev 1803 sekondløjtnant, hvorefter han forflyttedes til Guidekorpset. 1805 blev han udnævnt til adjudant hos prins Christian Frederik. 1810 fik han, der 1807 var blevet premierløjtnant, karakter som ritmester ved det akershusiske ridende korps og blev senere staldmester. Han ledsagede 1813 prins Christian Frederik til Norge. Efter prinsens tilbagekomst til Danmark 1814 blev Clauson-Kaas hans marskal, hvilken stilling han beklædte indtil 1825. Han udnævntes til kammerherre 1817 og ledsagede prinsen på dennes store udenlandsrejse. Efter at Clauson-Kaas havde taget sin afsked fra hoffet, blev han toldforvalter i Langenfelde, hvilket embede han fratrådte 1840. Han døde i København 20. juli 1853 af kolera i epidemien. Han var Ridder af Dannebrog.
Han var to gange gift: 1810 ægtede han komtesse Ferdinandine Jeanette Agnes Luckner (1790-1818) og senere Karen Magdalene Mathiesen (1804-1834). Han var fader til Jens Adolph Frederik Clauson-Kaas.